# Zelenîi Hai, Șîroke
Zelenîi Hai (în ucraineană Зелений Гай) este un sat în așezarea urbană Mîkolaiivka din raionul Șîroke, regiunea Dnipropetrovsk, Ucraina.

## Demografie
Componența lingvistică a localității Zelenîi Hai
     Ucraineană (97,05%)
     Rusă (2,95%)
Conform recensământului din 2001, majoritatea populației localității Zelenîi Hai era vorbitoare de ucraineană (97,05%), existând în minoritate și vorbitori de rusă (2,95%).